# Gerhard Becker (Landrat)
Gerhard Becker war ein deutscher Jurist und Landrat.

## Leben und Wirken
Becker wurde zum Regierungsrat ernannt. Als solcher war er im Landratsamt Auerbach beschäftigt. Im Oktober 1939 erfolgte seine Ernennung zum kommissarischen Landrat des Landkreises Auerbach. Im Januar 1941 wurde er endgültig in dieser Funktion bestätigt.  Im April 1944 wurde Becker als Landrat an das Landratsamt in Anklam versetzt, wo er bis 1945 im Amt blieb.